# Stefan Rose-John

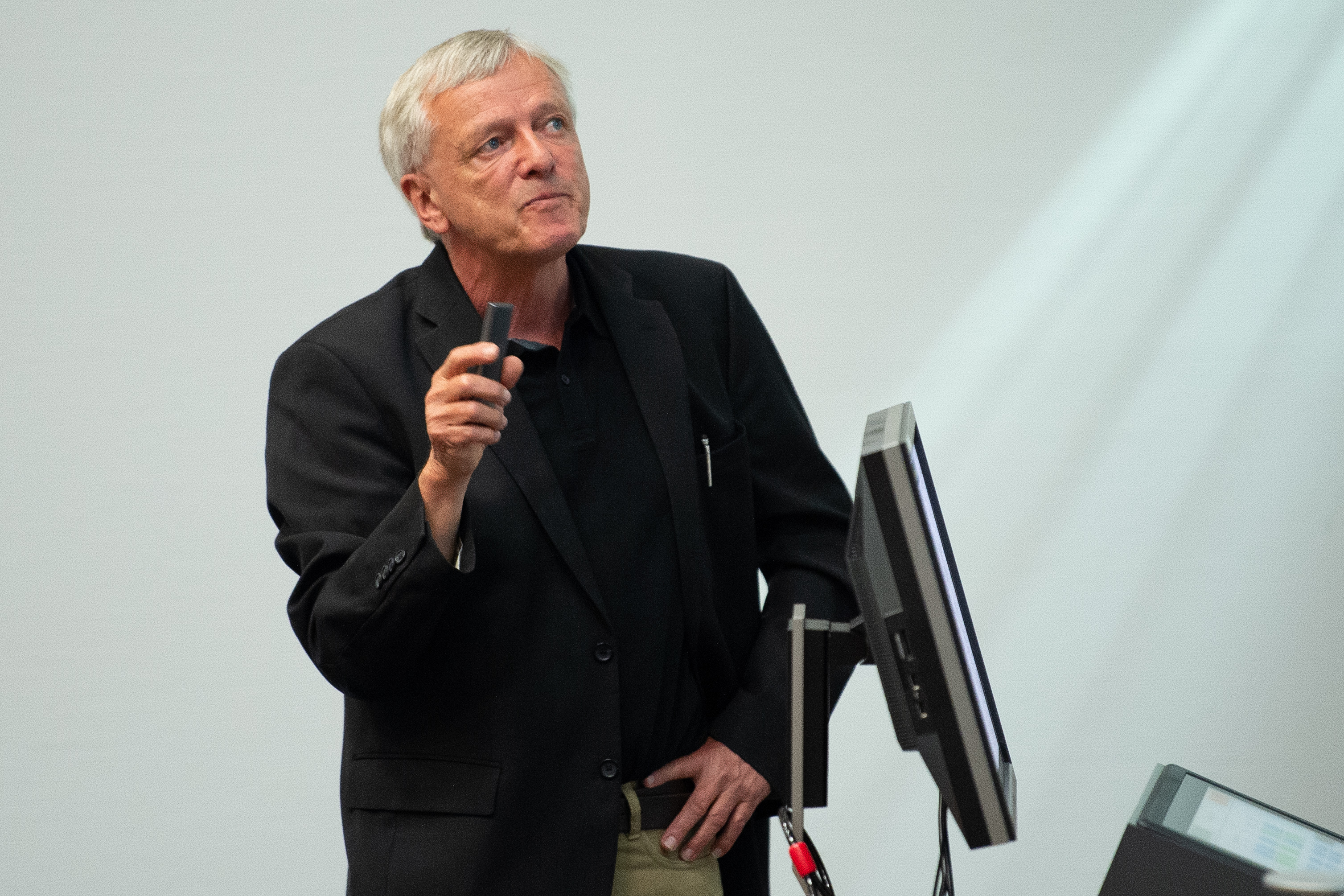
Stefan Rose-John (2019)

Stefan Rose-John (* 17. Dezember 1954 in Heidelberg) ist ein deutscher Biochemiker und ist Professor an der Christian-Albrechts-Universität zu Kiel.

## Werdegang
Rose-John studierte an der Universität Heidelberg Biologie mit den Nebenfächern Chemie und Physik. Nach seiner Promotion 1982 in Heidelberg ging er mit einem Forschungsstipendium der Max Kade Foundation und der Deutschen Forschungsgemeinschaft an das DOE-Plant Research Laboratory an der Michigan State University in den USA. Nach einer Zeit als Gruppenleiter am Deutschen Krebsforschungszentrum in Heidelberg wechselte er an die RWTH Aachen, wo er sich 1992 im Fach Biochemie habilitierte. 1994 wurde er Professor für Pathophysiologie an der Johannes Gutenberg-Universität Mainz. Seit 2000 ist er Professor und Direktor des Biochemischen Instituts in der Medizinischen Fakultät der Christian-Albrechts-Universität zu Kiel. 2010 gründete er den von der Deutschen Forschungsgemeinschaft finanzierten Sonderforschungsbereich 877 „Proteolysis als ein Regulatorisches Ereignis in der Pathophysiology“, den er seitdem leitet. Ende 2022 wurde Rose-John als Professor der Christian-Albrechts-Universität in Kiel emeritiert.

## Arbeitsgebiete
Rose-John arbeitet auf dem Gebiet der Zytokine und ihrer Wirkung in der Entzündung und bei der Krebsentstehung. Er beschrieb als erster das sogenannte Interleukin-6 trans-signaling, bei dem das Zytokin Interleukin-6 (IL-6) über den löslichen IL-6-Rezeptor alle Zellen im Körper stimulieren kann. Er konnte zeigen, dass die pro-inflammatorischen Aktivitäten von IL-6 über den  löslichen IL-6 Rezeptor erfolgen, während die IL-6 Wirkungen über den membranständigen IL-6 Rezeptor, der nur auf wenigen Zellen im Körper exprimiert ist, eher protektiver oder regenerativer Natur sind. Rose-John erzeugte einige Designerproteine, mit denen er die Bedeutung des IL-6 trans-signaling-Signalwegs erforschte. Hyper-IL-6 ist ein Fusionsprotein, bei dem IL-6 und der  lösliche IL-6-Rezeptor kovalent verbunden sind. Das sgp130Fc besteht aus dem extrazellulären Teil der Rezeptoruntereinheit gp130, der mit dem konstanten Teil eines IgG1-Antikörpers fusioniert ist. Dieses Protein hemmt spezifisch den IL-6 trans-signaling-Signalweg, ohne die IL-6 Aktivitäten über den membranständigen IL-6-Rezeptor zu beeinflussen. Das sgp130Fc-Protein wurde zu einem therapeutischen Protein weiterentwickelt und wurde bereits unter dem Namen Olamkicept erfolgreich in Phase II klinischen Studien an Patienten mit entzündlichen Darmerkrankungen an der Universitätsklinik in Kiel und in einer Placebo-kontrollierten Studie in China getestet. Der Beginn einer Phase III Studie ist für das Jahr 2024/25 geplant.

## Preise und Auszeichnungen
- Boltzmann Award for International Collaboration in Cytokine Research 2004
- Wissenschaftspreis der Stadt Kiel 2005[9]
- Mitglied der Akademie der Wissenschaften in Hamburg[10]
- Albert Hasinger Lecture (Deutsches Rheuma-Forschungszentrum Berlin)[11]
- Jacob-Henle-Medaille der Universität Göttingen[12]
- Ernst-Jung-Medaille für Medizin in Gold 2023[13]
- gewähltes Mitglied der Academia Europaea (2023)
- BioLegend William E. Paul Preis der  International Cytokine and Interferon Society für grundlegende Beiträge zur Biologie von Zytokinen (2024)

## Veröffentlichungen
Rose-John ist Autor bzw. Co-Autor von über 600 Veröffentlichungen.